# Eurosport 1
Eurosport 1 es un canal de televisión por suscripción deportivo paneuropeo, operado por Eurosport, una división de Warner Bros. Discovery. Opera varios canales de televisión europeo especializado en deporte, que se emite por televisión de pago. Está disponible en 59 países y se distribuye en 20 idiomas, incluido el español. El grupo de señales cuenta con los derechos de competiciones como los torneos europeos de la UEFA, el Rally Dakar, los Juegos Olímpicos de verano e invierno, tenis y motociclismo, entre otros.
Eurosport 1 perteneció hasta 2015 a la empresa francesa Groupe TF1, que también gestionaba Eurosport 2 (dedicado a deportes con menor cobertura) y la cadena informativa Eurosport News. Eurosport 1 cuenta desde 2008 con una versión en alta definición, Eurosport 1 HD. Todos los canales de Eurosport son de pago salvo la versión en alemán, que emite en señal abierta. El canal de televisión con el nombre "Eurosport", fue rebautizado en Eurosport 1 en el 13 de noviembre de 2015.

## Historia
Las emisiones regulares de Eurosport comenzaron el 5 de febrero de 1989. El canal nació como una empresa conjunta de la Unión Europea de Radiodifusión (UER) y Sky Television, y podía sintonizarse vía satélite en territorio europeo. Cuando Sky se fusionó con BSB en 1991, el nuevo grupo enfocó su programación deportiva en Sky 1 y Sky Sports.
En 1993 la cadena francesa TF1 asumió el paquete accionarial que pertenecía a BSkyB. Eurosport se fusionó el 1 de marzo de 1993 con el canal Screensport, del que asumió sus frecuencias de cable y satélite. La UER vendió sus participaciones, y Eurosport se convirtió en un canal participado por el grupo TF1, Canal+ y ESPN. Este último se retiró del capital en junio de 2000. La situación se mantuvo hasta enero de 2001, cuando TF1 se hizo con el control del 100% de los títulos.
Con el paso del tiempo, Eurosport ha mantenido su canal paneuropeo y lanzado versiones en otros idiomas. El 1 de septiembre de 2000 lanzó una televisión informativa, Eurosport News, y el 10 de enero de 2005 puso en marcha Eurosport 2, segundo canal enfocado a deportes alternativos y minoritarios.
A finales del año 2005 su canal hermano Eurosport News firmó un acuerdo con Mediaset para suministrar noticias al recién llegado Telecinco Sport. Asimismo, el nuevo canal deportivo emitió numerosos boletines informativos. A pesar de los grandes entusiasmos en la llegada de Telecinco Sport por parte de la cadena de Fuencarral, la recién llegada cadena cesó sus emisiones el 17 de febrero de 2008.
En mayo de 2007 Eurosport se alió con Yahoo! en España, Alemania, Italia, Reino Unido e Irlanda para fundar el portal de noticias Yahoo! Eurosport, también conocido como Yahoo! Deportes. En esta unión, Eurosport sería el suministrador de noticias, mientras que Yahoo! se encargaría de publicarlas.
El 1 de septiembre de 2012 tras no alcanzarse un acuerdo de renovación de canales, el operador de cable español ONO, decidió eliminar de su oferta ambos canales Eurosport y Eurosport 2.
El 1 de enero de 2013 la plataforma Canal+ dejó de emitir el canal al no alcanzar un acuerdo de renovación, estando disponible en España en Euskaltel, Movistar TV, Telecable y R.
El 20 de enero de 2016 la plataforma Movistar+ reincorporó a los satélites Astra e Hispasat la señal de Eurosport.
El 20 de julio de 2021 Movistar+ lanzó 7 señales auxiliares de Eurosport y una señal 4K UHD creados exclusivamente para la cita de los Juegos Olímpicos de Tokio 2020 y que cesaron al finalizar los JJOO.

## Eventos deportivos
- Estos son los eventos deportivos, que el canal emite actualmente en su programación.

### Juegos
- Juegos Olímpicos (2018-2024; Europa salvo Rusia)

### Fútbol
- Copa Mundial de Fútbol Sub-17
- Premier League (solo Rumanía)
- Ligue 1 (solo para España)

- Copa de Francia (solo para Francia)
- Ligue 2 (solo para Francia)
- Bundesliga (solo para la Península Balcánica, los países bálticos)
- Ekstraklasa (a excepción de Alemania y Reino Unido)
- Copa Africana de Naciones
- Copa de Asia
- Eurocopa Femenina

### Tenis
- Australian Open
- Roland Garros
- U.S. Open
- Wimbledon la edición de 2023 la emitió Vamos por M+ para España y Andorra.

### Baloncesto
- Eurocup
- Euroliga

### Deportes Motor
- MotoGP la edición de 2023 la emitió TVE para España y Andorra.
- Campeonato Mundial de Resistencia
- 24 Horas de Le Mans

### Ciclismo
- Tour de Francia la edición de 2023 la emitió TVE para España y Andorra, también la emitió Eurosport.
- Vuelta a España la edición de 2023 la emitió TVE para España y Andorra, también la emitió Eurosport.
- Giro de Italia
- UCI World Tour

### Atletismo
- Campeonato Mundial de Atletismo

## Comentaristas
Las emisiones de Eurosport International en Español tienen un equipo de comentaristas y expertos en diversas disciplinas.

## Programas
- Eurosportnews
- FIFA Football
- MLS Week
- Game Set and Mats